# Chlorobyrrhulus insuetus
Chlorobyrrhulus insuetus is een keversoort uit de familie pilkevers (Byrrhidae). De wetenschappelijke naam van de soort is voor het eerst geldig gepubliceerd in 1883 door Sharp.